# 柳田将洋
柳田 将洋（やなぎだ まさひろ、1992年7月6日 - ）は、日本の男子バレーボール選手。
公益財団法人日本バレーボール協会（JVA）理事、JVAアスリート委員会委員長、国際バレーボール連盟（FIVB）アスリート委員。

## 来歴
東京都江戸川区出身。バレーボールは両親の影響で始めた。
東洋高等学校在校中の2010年3月、第41回全国高等学校バレーボール選抜大会に主将として出場して優勝を果たし、2011年に慶應義塾大学環境情報学部に進学。
2013年に全日本メンバーに登録され、2014年6月には東京オリンピックの強化指定選手であるTeam COREメンバーに選出された。同年10月、Vプレミアリーグ・サントリーサンバーズに内定。
2015年3月14日、Vプレミアリーグ・ファイナル6のパナソニックパンサーズ戦に途中出場しVリーグデビューを果たした。
2015/16シーズンレギュラーラウンドでは全試合に出場し、最優秀新人賞を受賞。
2017年4月24日、サントリーサンバーズは柳田が黒鷲旗大会をもって退団し、プロ契約選手として海外移籍することを発表。
同年6月21日、ドイツ・ブンデスリーガ1部のTVインガーソル・ビュールへの移籍と、株式会社アミューズとの契約を発表。7月1日、アシックスジャパン株式会社とのアドバイザリースタッフ契約を締結。10月14日、ユナイテッド・バレーズ・レインマン戦にてドイツ・ブンデスリーガ1部デビュー。結果は、0対3 (19-25, 19-25, 14-25) のストレート負けであった。対戦相手のユナイテッド・バレーズには、大竹壱青も所属しており、第3セットにブンデスリーガ初の日本人対決が実現した。2018年3月4日、DVV-POKAL（バレーボール・ドイツカップ）決勝戦に出場。日本人選手としては初の快挙となり、対戦相手のVfBフリードリヒスハーフェンに対し、ビュールは3対0 (25-20, 25-8, 25-21) で敗戦するも、この試合両チーム合わせ最多得点13ポイント（アタック11・サーブ2）をマークしMVPを受賞。 
2018年4月10日、バレーボール日本男子代表の主将に就任。 
2018年6月8日、昨年7月1日に締結していたアシックスジャパン株式会社とのアドバイザリースタッフ契約を2021年3月31日まで延長した。
2018年7月26日、2018/19シーズン、ポーランドのプラスリーガ、クプルム・ルビン (Cuprum Lubin) と1年契約が締結されたことを自身のSNSで発表。クプルムでの背番号は15。
2018年10月12日、ONICO Warszawa戦にてスタメンデビュー。11月7日、MKS Będzin戦にて18得点（アタック決定率70%）をあげMVPを受賞。12月12日、Jastrzębski Węgiel戦にて18得点（アタック決定率54%）をあげベストプレイヤー賞を受賞。12月21日、Aluron Virtu Warta Zawiercie戦にて24得点（アタック決定率78%）をあげベストプレイヤー賞を受賞。2019年2月1日、GKS Katowice戦にて15得点（アタック決定率55%）をあげ2度目のMVPを受賞。2月21日、試合中に負った左足首の亀裂骨折の治療のため、チームを離脱し日本へ帰国することを自身のインスタグラムで伝えた。
2019年5月22日、ドイツ1部リーグのUnited Volleysとの契約を締結。
2019年12月11日、CEV Volleyball Cupにて、Shakhtior SOLIGORSK(ベラルーシ)戦に先発。ホームマッチの初戦は2-3のフルセットで敗戦するが、翌週の12月17日アウェイマッチにて3-1で勝利し、8th Finalsへ進出決定。初戦は17得点(サーブ2・アタック14・ブロック1)、2戦目は11得点(アタック11)の成績。特に2戦目のアウェイマッチではレセプションPosが81%と非常に高かった。
2020年3月2日、トータルボディケアブランド「ドクターエア」のスペシャルアドバイザーに就任。
2020年5月17日、バレーボールを通して得た競技のスキルやさまざまな知識・経験を発信していく「Yanagida Masahiro Academy "Garden"」をスタート。
2020年6月1日、サポーター限定「LINE LIVE」を配信し、2020/21シーズン、サントリーサンバーズと契約締結したことを発表。
2020年6月27日、「Yanagida Masahiro Academy "Garden"」特別対談編と称して、プロバスケットボールプレイヤー富樫勇樹選手をゲストに迎えた(定員300名)。互いの競技について探りながら話が弾み、それを300名のファンが"見守る"という終始和やかな雰囲気だった。
2021年4月4日、2020-21 V.LEAGUE DIVISION1 MENでは、サントリーの14シーズンぶり8度目の優勝に貢献し、自身もベスト6を受賞した。サントリーサンバーズが優勝から遠のいているから、もう一回強いチームを作るために戻って来て欲しいと毎年オファーを受けていたことを明かした。
2021年4月5日、2021年度日本代表登録メンバーが発表され、柳田も選出されるが、主将は自身が継続ではなく石川祐希が抜擢された。
2021年5月20日、ネーションズリーグの代表メンバー17人が発表され、若手のアウトサイドヒッターである髙橋藍、大塚達宣ら（2人とも後に東京オリンピック出場）が選出される一方で自身は落選した。この17人から東京オリンピック出場の最終メンバーが選ばれることとなり、東京オリンピック出場もならなかった。
2021年9月24日、自身のSNSで一般女性との結婚を発表。
2022年4月4日、2022年度日本代表登録メンバーが発表され、自身は2021-22 V.LEAGUE DIVISION1 MENでアタック率4位、サーブ効果率2位と結果を残したが、それでも日本代表監督のフィリップ・ブランからは高評価を得られず、「非常に素晴らしい選手だが、国際レベルになるとブロック効果率が落ちる。サーブレシーブも国際レベルは比べものにならないぐらい違う。」などと語られ、2022年度日本代表登録メンバー入りはならなかった。リーグの方は、サントリーの連覇に貢献し、自身もベスト6を受賞した。第70回黒鷲旗全日本選抜大会でもチームの前大会に続いての連覇に貢献し、自身もベスト6も受賞した。
2022年5月、テヘランで開催されたアジアクラブ選手権大会に出場。グループ予選含め全6試合すべてスタメン出場。決勝戦では同グループで一度敗戦を喫したテヘランペイカンとの再戦。結果、2セット先行したがフルセットで逆転負けをし準優勝。決勝戦の個人成績はアタック得点13（決定率52%）、ブロック得点2、サーブ得点1の合計16点。この試合の1stポイントは試合開始ホイッスル後のノータッチサービスエースから始まった。その後もバックアタック、レフトからのアタックに加えブロックポイントと1stテクニカルタイムアウトまでに計4点をたたき出し、その後も巧みなスパイクを立て続けに決め続けた。試合終了後のセレモニーでこの大会を通してのドリームチーム・ベスト6が発表され、ベスト1stアウトサイドヒッターに輝いた。2021/22シーズンをもってサントリーサンバーズを退団し、ジェイテクトSTINGSに移籍した。
2023年、2年ぶりに日本代表登録メンバーに選出された。
2023年6月30日、契約期間満了に伴いジェイテクトSTINGSを退団した。退団後、東京グレートベアーズに移籍した。
2024年11月、国際バレーボール連盟（FIVB）のアスリート委員に選出。同年9月に行われた選挙に立候補し落選したが、理事会による任命によって選出された。
2025年6月、日本バレーボール協会の非常勤理事に就任。現役選手の就任は初。

## 球歴
- 全日本ユース代表 - 2009年
- 日本代表 - 2013-2021年、2023年
  - 三大大会
    - ワールドカップ - 2015-2019年(4位)
    - 世界選手権 - 2018年

  - その他大会
    - アジア大会 - 2014年（銀メダル）
    - ワールドリーグ - 2015年-2016年-2017年
    - ネーションズリーグ - 2018年(12位)-2019年(10位)
    - 2016リオデジャネイロオリンピック バレーボール世界最終予選兼アジア大陸予選大会 - 2016年
    - 2018男子世界選手権 アジア最終予選 オーストラリア大会 - 2017年
    - アジア男子選手権大会 - 2015年(金メダル)-2017年(金メダル)-2019年(銅メダル)
    - ワールドグランドチャンピオンズカップ - 2017年
- クラブチーム国際大会
  - アジアクラブ選手権大会  - 2022年 (サントリーサンバーズ、準優勝)

## 所属チーム
- 小岩クラブ
- 北小岩小学校
- 安田学園中学校
- 東洋高等学校
- 慶應義塾大学
- サントリーサンバーズ（2015-2017年）
- ビソンズ・ビュール (Volleyball Bisons Bühl)（ドイツ語版）（2017-2018年）
- クプルム・ルビン (Cuprum Lubin)（ポーランド語版）（2018-2019年）
- ユナイテッド・バレーズ・フランクフルト  (United Volleys Frankfurt)（ドイツ語版）（2019-2020年）
- サントリーサンバーズ（2020-2022年）
- ジェイテクトSTINGS（2022-2023年）
- 東京グレートベアーズ（2023年-）

## 受賞歴
- 2016年 - 2015/16V・プレミアリーグ 最優秀新人賞
- 2021年 - 2020-21 V.LEAGUE DIVISION1 MEN ベスト6
- 2022年 - 2021-22 V.LEAGUE DIVISION1 MEN ベスト6
- 2022年 - 第70回黒鷲旗全日本選抜大会 ベスト6
- 2022年 - 2022 アジアクラブ選手権大会 ベスト1stアウトサイドヒッター
- 2022年 - 天皇杯・皇后杯 全日本選手権大会 大会最優秀選手 (MVP)

## 個人成績
Vプレミアリーグ 他 レギュラーラウンドにおける個人成績は下記の通り。
| シーズン |                       | 出場   | 出場     | アタック | アタック | アタック | アタック | ブロック | ブロック | サーブ | サーブ | サーブ | サーブ | レセプション | レセプション | 総得点 | 備考           |
| -------- | --------------------- | ------ | -------- | -------- | -------- | -------- | -------- | -------- | -------- | ------ | ------ | ------ | ------ | ------------ | ------------ | ------ | -------------- |
| シーズン |                       | 試合数 | セット数 | 打数     | 得点     | 決定率   | 効果率   | 得点     | /set     | 打数   | エース | 得点率 | 効果率 | 受数         | 成功率       | 総得点 | 備考           |
| 2014/15  | サントリー サンバーズ | 0      | 0        | 0        | 0        | 0.0%     | %        | 0        | 0.00     | 0      | 0      | 0.00%  | 0.0%   | 0            | 0.0%         | 0      | 内定選手       |
| 2015/16  | サントリー サンバーズ | 21     | 69       | 368      | 169      | 45.9%    | %        | 10       | 0.14     | 218    | 21     | 9.63%  | 17.8%  | 286          | 50.0%        | 200    |                |
| 2016/17  | サントリー サンバーズ | 22     | 82       | 371      | 165      | 44.5%    | %        | 12       | 0.15     | 272    | 23     | 8.46%  | 20.2%  | 223          | 44.8%        | 200    |                |
| 2017/18  | Bisons Bühl           | 20     | 73       | 482      | 239      | 49.6%    | 28.3%    | 5        | 0.06     | 317    | 56     | 17.7%  | 29.8%  | 390          | 49.7%        | 300    | ドイツの旗     |
| 2018/19  | Cuprum Lubin          | 16     | 54       | 250      | 130      | 52.0%    | 38.0%    | 5        | 0.09     | 181    | 17     | 9.39%  | %      | 278          | 40.3%        | 152    | ポーランドの旗 |
| 2019/20  | United Volleys        | 18     | 67       | 337      | 159      | 47.2%    | 32.0%    | 8        | 0.12     | 266    | 23     | 8.65%  | %      | 348          | 50.9%        | 190    | ドイツの旗     |
| 2020/21  | サントリーサンバーズ  | 34     | 120      | 791      | 412      | 52.1%    | 47.3%    | 28       | 0.23     | 489    | 43     | 8.79%  | 12.2%  | 446          | 39.5%        | 483    |                |
| 2021/22  | サントリーサンバーズ  | 35     | 119      | 696      | 361      | 51.9%    | 46.3%    | 21       | 0.18     | 457    | 52     | 11.4%  | 12.9%  | 503          | 45.5%        | 434    |                |

## 主な出演

### TV
- 日本テレビ「POWERフレーズ」　(2020年)
- 関西テレビ「こやぶるSPORTS」　(2021年)

### MV
- NICO Touches the Walls「マシ・マシ」（2016年）[59]
- ポルノグラフィティ「キング&クイーン」（2017年）[60]

### CM
- ニベア花王「８×４MEN」ロールオン編  (2018年)
- ニベア花王「８×４MEN」デオドラントボディウォッシュ編 (2018年)
- ボシュロム・ジャパン (2021年)

### ラジオ
- TBSラジオ 伊集院光とらじおと[61] (2019年)
- TBSラジオ From RIO to TOKYO[62] (2019年)
- SBSラジオ「テキトーナイト！！」[63](2020年）
- J-WAVE「ATHLETE HIGH」[64] (2020年)

### ウェブムービー
- 柳田選手のスゴ技ムービー『VOLLEYBALL STRIKE』 (2018年)
- ボシュロム・ジャパン(2020年)
- ボシュロム・ジャパン(2021年)

### その他
・定額制配信サービス「NowVoice」(2020年)
- 4years.【柳田将洋から次世代へ初のオンラインアカデミー“Garden”で広がる夢】[66](2020年)
- 朝日新聞デジタル【「今だから、君に会えた」柳田将洋が少年に見せた情熱】[67](2020年)
- REAL SPORTS【なぜバレー柳田将洋は古巣復帰を選んだのか？ 日本で「自分が成長するため」の3つの理由】[68](2020年)
- REAL SPORTS【バレー柳田将洋が「アウトプット」にこだわる理由 積み重ねた経験を伝え、学び得る日々】[69](2020年)
- 東京2020オリンピック競技大会公式ウェブサイト【柳田将洋「若い世代の未来のために、経験を伝えたい」私がSNSで発信する理由】[70](2020年)
- スポーツくじ[71](2020年)
- 朝日新聞社「【生配信】どうなる五輪～日本代表と組織委幹部に直撃取材～」(2020年)
- web Sportiva【柳田将洋が語る今と「復帰」の難しさ。「感覚が違う部分は出てくる」】[72](2020年)
- web Sportiva【柳田将洋が期待する日本代表の新星。プレーは「年齢を感じさせない」】[73](2020年)
- トータルボディケアブランド「ドクターエア」【Break the Limit～己に打ち勝て～】[74](2020年)
- Number Web【柳田将洋が4シーズンぶり復帰のサントリーに与える刺激「新人同然なのでハツラツと」】[75](2020年)
- 日清製粉グループ presents バレーボール日本代表オンラインファンミーティング 「柳田将洋・荒木絵里香のMY HAPPY MENU ! 」(2020年)
- 朝日新聞デジタル【慶大選んだ柳田将洋の助言「自分が決める人生がベスト」】[76](2020年)
- ABEMA TIMES【男子バレー・柳田将洋選手「人と人をつなぐのがバレーボール」現役選手も太鼓判の漫画『ハイキュー!!』の魅力】[77](2020年)
- ABEMA TIMES【『ハイキュー!!』日向＆影山の「変人速攻」は実践できる？男子バレー・柳田将洋選手に聞く】[78](2020年)
- web Sportiva【柳田将洋も驚いた「未知の体験」。Vリーグ復帰で見せた成長の証と存在感】[79](2020年)
- SPORTS BULL「ASICS presents ONLINE TALK EVENT」[80](2020年)
- 週刊少年ジャンプ 公式YouTubeチャンネル「ジャンプチャンネル」ハイキュー!!×日本バレー界スター選手 スペシャルトーク[81](2020年)
- THE DIGEST【柳田将洋が意識しているのは“積み重ねの大切さ”「自分が選んだこと、決めたことを正解にしていくのも自分」】[82](2020年)
- ホクト「きのこらぼ」【Do My Best, Go!】(2020年)
- 朝日新聞デジタル【大野雄大と柳田将洋チーム愛・母への感謝・ツーシーム】[83](2020年)
- 朝日新聞「月刊TOKYO2020」【育てられて認められて、愛はエースに宿る】[84](2020年)
- 朝日新聞【自分らしく　バレー・柳田将洋の挑戦飛び込む、知らない世界へ】[85](2021年)
- FRIDAYデジタル【男子バレー代表主将の五輪への本音「現時点ではこう考えるしか…」】[86](2021年)
- NIKKEI STYLE【バレー柳田選手 伸び悩み防いだメンタルは「自主性」】[87](2021年)
- NIKKEI STYLE【バレー柳田選手海外武者修行で学んだ前向きマインド】[88](2021年)
- 朝日新聞【柳田将洋の不安、五郎丸ルーティーンの発案者が導く答え】[89](2021年)
- NIKKEI STYLE【バレー柳田選手ケガ防止「調子よいときこそ冷静に」】[90](2021年)
- 朝日新聞【Vリーグを良くしたいプロとして、柳田将洋は思索する】[91](2021年)

## 参照
1. 1 2  『Vリーグ観戦ガイドブック V.LEAGUE 2015/16 チームの顔』（月刊バレーボール12月号臨時増刊、日本文化出版、2015年）69ページ
2. 1 2  ジェイテクトSTINGS. “柳田将洋｜選手・スタッフ｜ジェイテクトSTINGS”. 2022年12月25日閲覧。
3. 1 2  “名誉総裁・理事・監事・運営委員一覧”. 公益財団法人日本バレーボール協会. 2025年6月25日閲覧。
4. ↑  “事業本部部員・委員会委員名簿”. 公益財団法人日本バレーボール協会. 2025年6月25日閲覧。
5. ↑  ace.asas (2025年3月4日). “Masahiro Yanagida: Japan’s purest form of Ikigai” (英語). FIVB. 2025年6月25日閲覧。
6. ↑  日刊スポーツ. “柳田が脅威27得点で東洋初V/春校バレー-第41回春の高校バレー”. 2015年10月2日閲覧。
7. ↑  KEIO SPORTS PRESS. “【バレーボール】2011開幕特集 柳田将洋”. 2015年10月10日閲覧。
8. ↑  日本バレーボール協会. “2013年度全日本男子チーム 選手・監督・スタッフ”. 2015年6月8日閲覧。
9. ↑  日本バレーボール協会. “指導方法策定、普及事業、有望選手発掘、選手強化の4つを柱とする『Project CORE』発表記者会見を開催！”. 2014年6月27日閲覧。
10. ↑  サントリーサンバーズ. “2015年度　新入団選手のお知らせ”. 2014年10月2日閲覧。
11. ↑  Vリーグ機構. “試合結果詳細”. 2015年6月8日閲覧。
12. ↑  Vリーグ機構. “2015/16V・プレミアリーグ男子大会 V・ファイナルステージ ファイナル 試合結果のお知らせ”. 2016年3月14日閲覧。
13. ↑  “勇退選手、退団選手、プロ選手のお知らせ”.   サントリーサンバーズ. 2017年4月27日閲覧。
14. ↑  @y_masaaaa_yk 2017年6月21日のツイート、2017年6月21日閲覧。
15. ↑  https://prtimes.jp/main/html/rd/p/000000009.000020802.html
16. ↑  http://live.volleyball-bundesliga.de/2017-18/Men/1004.pdf
17. ↑  “新主将に柳田、バレー男子日本 14年の準優勝に貢献｜BIGLOBEニュース” (日本語). BIGLOBEニュース 2018年4月11日閲覧。
18. ↑  “バレー全日本主将・柳田将洋がアシックスジャパンとアドバイザリースタッフ複数年契約/デイリースポーツ online” (日本語). デイリースポーツ online 2018年6月28日閲覧。
19. ↑  “Cuprum zamyka skład asem…prosto z Japonii” (ポーランド語). KS CUPRUM LUBIN. (2018年7月6日) 2018年7月12日閲覧。
20. ↑  「Yanagida Masahiro on Twitter」『Twitter』。2018年7月27日閲覧。
21. ↑  “柳田、今季はポーランド＝バレーボール男子：時事ドットコム” (日本語). 時事ドットコム 2018年7月27日閲覧。
22. ↑  “Cuprum Lubin”. www.facebook.com. 2018年8月7日閲覧。
23. ↑  “PL 18/19: MKS Będzin - Cuprum Lubin”. pls-web.dataproject.com. 2019年3月12日閲覧。
24. ↑  “PL 18/19: Cuprum Lubin - Jastrzębski Węgiel”. pls-web.dataproject.com. 2019年3月12日閲覧。
25. ↑  “PL 18/19: Aluron Virtu Warta Zawiercie - Cuprum Lubin”. pls-web.dataproject.com. 2019年3月12日閲覧。
26. ↑  “PL 18/19: Cuprum Lubin - GKS Katowice”. pls-web.dataproject.com. 2019年3月12日閲覧。
27. ↑  “全日本男子主将・柳田将洋が左足の亀裂骨折でチームを離脱”.  バレーボール・マガジン (2019年2月22日). 2019年4月25日閲覧。
28. ↑  “プロバレーボール選手 柳田将洋ドイツ・United Volleysと契約締結！”. プレスリリース・ニュースリリース配信シェアNo.1｜PR TIMES. 2019年5月22日閲覧。
29. ↑  “CEV - Confédération Européenne de Volleyball”. www.cev.eu. 2019年12月25日閲覧。
30. ↑  “CEV - Confédération Européenne de Volleyball”. www.cev.eu. 2019年12月25日閲覧。
31. ↑  “CEV - Confédération Européenne de Volleyball”. www.cev.eu. 2019年12月25日閲覧。
32. ↑  “サポートアスリートのご紹介 | ドクターエア公式サイト”. ドクターエア 【公式サイト】 | DOCTORAIR. 2020年6月22日閲覧。
33. ↑  “DPstore powered by BASE”. DPstore powered by BASE. 2020年6月30日閲覧。
34. ↑  “プロバレーボール選手 柳田将洋サントリーサンバーズ入団！”. プレスリリース・ニュースリリース配信シェアNo.1｜PR TIMES. 2020年6月30日閲覧。
35. ↑  “2020-21 V.LEAGUE DIVISION1 MEN V・ファイナルステージ ファイナル 試合結果のお知らせ”.   Vリーグ機構 (2021年4月4日). 2021年4月5日閲覧。
36. ↑  “2021年度男子日本代表チーム 選手・監督・スタッフ”.  日本バレーボール協会. 2022年4月5日閲覧。
37. ↑  “男子バレー代表24人発表　石川祐希が主将に抜てき”. 日刊スポーツ (日刊スポーツ新聞社). (2021年4月5日) 2022年4月5日閲覧。
38. ↑  “FIVBバレーボールネーションズリーグ2021 日本代表メンバー”.  日本バレーボール協会. 2022年4月5日閲覧。
39. ↑  “【一覧】バレー前主将の柳田将洋外れる　ネーションズリーグ男女代表発表”. 日刊スポーツ (日刊スポーツ新聞社). (2021年5月20日) 2022年4月5日閲覧。
40. ↑  “第32回オリンピック競技大会（2020/東京） 日本代表メンバー”.  日本バレーボール協会. 2022年4月5日閲覧。
41. ↑  “柳田将洋が落選…バレー男子日本代表・ブラン監督「国際レベルになるとブロックの効果率が落ちる」”. スポーツニッポン. (2022年4月4日) 2022年4月5日閲覧。
42. ↑  “2021-22 V.LEAGUE DIVISION1 MEN V・レギュラーラウンド 個人技術集計表(Best15)”. V.LEAGUE (2022年4月3日). 2022年4月5日閲覧。
43. ↑  “2021-22 V.LEAGUE DIVISION1 MEN優勝のお知らせ”.   サントリーサンバーズ (2022年4月17日). 2022年4月18日閲覧。
44. ↑  “サントリーサンバーズが2年連続9度目の優勝 2021-22 V.LEAGUE DIVISION1 MEN V.FINAL STAGE結果・最終順位・個人賞”.   Vリーグ機構 (2022年4月17日). 2022年4月18日閲覧。
45. ↑  “第70回 黒鷲旗全日本男女選抜バレーボール大会 決勝トーナメント戦 結果” (PDF).   大阪府バレーボール協会. 2022年5月6日閲覧。
46. ↑  “第70回黒鷲旗全日本男女選抜バレーボール大会特別表彰選手（男子）” (PDF).  日本バレーボール協会. 2022年5月6日閲覧。
47. ↑  “Daily Bulletion #7” (PDF).  AVC (2022年5月20日). 2022年6月4日閲覧。
48. ↑  “サントリーサンバーズ 退団選手のお知らせ”.  サントリーサンバーズ (2022年5月31日). 2022年6月4日閲覧。
49. ↑  “柳田 将洋 選手 入部のお知らせ”.  ジェイテクトSTINGS (2022年7月1日). 2022年10月23日閲覧。
50. ↑  “2023年度男子日本代表チーム 選手・監督・スタッフ”.  日本バレーボール協会. 2023年4月13日閲覧。
51. ↑  “退団選手のお知らせ”.  ジェイテクトSTINGS (2023年5月26日). 2023年5月26日閲覧。
52. ↑  “ジェイテクト 西田有志 柳田将洋 陳龍海 ファジャーニ監督が退団 西田「チームに迷惑をかけてしまって悔しいシーズンとなりました」V1男子”. バレーボールマガジン. (2023年5月26日) 2023年5月26日閲覧。
53. ↑  “柳田将洋選手 新規選手契約のお知らせ”.  東京グレートベアーズ (2023年7月1日). 2023年7月1日閲覧。
54. ↑  “バレー男子日本代表・柳田将洋　東京GB移籍を正式発表「また新たに挑戦を」”. スポーツニッポン. (2023年7月1日) 2023年7月1日閲覧。
55. ↑  “柳田将洋がFIVBアスリート委員会メンバーに！ 女子ブラジル代表のガビも新たに選出”. バレーボールキング (2024年11月24日). 2024年11月24日閲覧。
56. ↑  “柳田将洋は当選ならず… 選手投票によるFIVBアスリート委員の5名が決定、残る5名は理事会が任命”. バレーボールキング (2024年10月12日). 2024年11月24日閲覧。
57. ↑  “現役選手初 柳田将洋が理事に新任 国分専務理事「アスリートの声を取り入れるべく」…バレーボール協会”. スポーツ報知 (2025年6月25日). 2025年6月25日閲覧。
58. ↑  Vリーグ機構. “選手別成績”. 2016年2月13日閲覧。
59. ↑  “NICO「マシ・マシ」MVでバレーボール全日本男子選手とコラボ”. 音楽ナタリー. (2016年10月24日) 2016年10月24日閲覧。
60. ↑  “ポルノグラフィティ、新曲「キング＆クイーン」MVにバレーボール柳田将洋選手＆石川祐希選手が出演”
61. ↑  “「誰にも触られないノータッチエースが一番気持ちいい」バレーボール選手・柳田将洋さんが語った世界と戦う個人技”. TBSラジオ FM90.5 + AM954～聞けば、見えてくる～. 2019年11月15日閲覧。
62. ↑  “【告知】男子バレーボール・柳田将洋選手「当たり前のプレーが出来るブラジルと出来ない日本、そこに世界との差があった」▼11月11日（月）〜11月15日（金）（TBSラジオ『FromRIOtoTOKYO』）”. TBSラジオ FM90.5 + AM954～聞けば、見えてくる～. 2019年11月15日閲覧。
63. ↑  “テキトーナイト！！”. テキトーナイト！！. 2020年6月22日閲覧。
64. ↑  “ATHLETE HIGH | J-WAVE 81.3 FM RADIO”. ATHLETE HIGH | J-WAVE 81.3 FM RADIO. 2020年6月22日閲覧。
65. ↑  “トップランナーの一言があなたの人生を変えるかもしれない。”. NowVoice (ナウボイス). 2020年6月22日閲覧。
66. ↑  “バレー - 柳田将洋から次世代へ 初のオンラインアカデミー“Garden”で広がる夢 | 4years. #大学スポーツ”. 4years. 2021年4月7日閲覧。
67. ↑  “「今だから、君に会えた」 柳田将洋が少年に見せた情熱：朝日新聞デジタル”. 朝日新聞デジタル. 2021年4月7日閲覧。
68. ↑  “なぜバレー柳田将洋は古巣復帰を選んだのか？ 日本で「自分が成長するため」の3つの理由”. real-sports.jp. 2021年4月7日閲覧。
69. ↑  “バレー柳田将洋が「アウトプット」にこだわる理由　積み重ねた経験を伝え、学び得る日々”. real-sports.jp. 2021年4月7日閲覧。
70. ↑  “柳田将洋「若い世代の未来のために、経験を伝えたい」 私がSNSで発信する理由”. 東京2020. 2021年4月7日閲覧。
71. ↑  “スポーツくじ”. 2021年4月7日閲覧。
72. ↑  “【柳田将洋が語る今と「復帰」の難しさ。「感覚が違う部分は出てくる」】”. 2021年4月7日閲覧。
73. ↑  “【柳田将洋が期待する日本代表の新星。プレーは「年齢を感じさせない」】”. 2021年4月7日閲覧。
74. ↑  “Break the Limit｜柳田将洋選手インタビュー｜ドクターエア公式サイト”. ドクターエア 【公式サイト】 | DOCTORAIR. 2021年4月7日閲覧。
75. ↑  “柳田将洋が4シーズンぶり復帰のサントリーに与える刺激「新人同然なのでハツラツと」（米虫紀子）”. Number Web - ナンバー. 2021年4月7日閲覧。
76. ↑  “慶大選んだ柳田将洋の助言「自分が決める人生がベスト」：朝日新聞デジタル”. 朝日新聞デジタル. 2021年4月7日閲覧。
77. ↑  “男子バレー・柳田将洋選手「人と人をつなぐのがバレーボール」 現役選手も太鼓判の漫画『ハイキュー!!』の魅力 【ABEMA TIMES】”. ABEMA TIMES. 2021年4月7日閲覧。
78. ↑  “『ハイキュー!!』日向＆影山の「変人速攻」は実践できる？ 男子バレー・柳田将洋選手に聞く 【ABEMA TIMES】”. ABEMA TIMES. 2021年4月7日閲覧。
79. ↑  “柳田将洋も驚いた「未知の体験」。Vリーグ復帰で見せた成長の証と存在感｜バレー｜集英社 スポルティーバ 公式サイト web Sportiva”. 集英社のスポーツ総合雑誌 スポルティーバ 公式サイト web Sportiva. 2021年4月7日閲覧。
80. ↑  “ASICS presents ONLINE TALK EVENT”. スポーツブル (スポブル). 2021年4月7日閲覧。
81. ↑   (日本語) 最終45巻発売記念！ ハイキュー！！×日本バレー界スター選手 スペシャルトーク 2021年4月7日閲覧。
82. ↑  “柳田将洋が意識しているのは“積み重ねの大切さ”「自分が選んだこと、決めたことを正解にしていくのも自分」”. THE DIGEST. 2021年4月7日閲覧。
83. ↑  “大野雄大と柳田将洋 チーム愛・母への感謝・ツーシーム：朝日新聞デジタル”. 朝日新聞デジタル. 2021年4月7日閲覧。
84. ↑  “（月刊ＴＯＫＹＯ２０２０）育てられて認められて、愛はエースに宿る 柳田将洋×大野雄大：朝日新聞デジタル”. 朝日新聞デジタル. 2021年4月7日閲覧。
85. ↑  “（自分らしく バレー・柳田将洋の挑戦）飛び込む、知らない世界へ：朝日新聞デジタル”. 朝日新聞デジタル. 2021年4月7日閲覧。
86. ↑  “「今のところは五輪はある、という想定」男子バレー代表主将の本音”. FRIDAYデジタル (2021年1月28日). 2021年4月7日閲覧。
87. ↑  日本経済新聞社・日経BP社. “バレー柳田選手 伸び悩み防いだメンタルは「自主性」｜ヘルスＵＰ｜NIKKEI STYLE”. NIKKEI STYLE. 2021年4月7日閲覧。
88. ↑  日本経済新聞社・日経BP社. “バレー柳田選手 海外武者修行で学んだ前向きマインド｜ヘルスＵＰ｜NIKKEI STYLE”. NIKKEI STYLE. 2021年4月7日閲覧。
89. ↑  “柳田将洋の不安、五郎丸のルーティーン発案者が導く答え：朝日新聞デジタル”. 朝日新聞デジタル. 2021年4月7日閲覧。
90. ↑  日本経済新聞社・日経BP社. “バレー柳田選手 ケガ防止「調子よいときこそ冷静に」｜ヘルスＵＰ｜NIKKEI STYLE”. NIKKEI STYLE. 2021年4月7日閲覧。
91. ↑  “Vリーグを良くしたい プロとして、柳田将洋は思索する：朝日新聞デジタル”. 朝日新聞デジタル. 2021年4月7日閲覧。